# Копитото
Копитото е местност в планината Витоша, която е разположена точно над град София и се вижда от почти целия град като връх с особена форма, откъдето е и името. Там на 1345 m височина през 1985 г. е изградена телевизионна кула Копитото, която обслужва София и Софийска област. В непосредствена близост до кулата се намира хотел „Копитото“.
От 1962 г. до началото на 90-те Копитото и Княжево са свързани с кабинков лифт, произведен от австрийската фирма „Братя Гирак/Girak“. Лифтът е първият кабинков лифт в България, с дължина 1920 m, с разлика във височините 600 m. Разполагал е с 53 четириместни кабини и е превозвал по 600 души на час в посока със скорост 3 m/s . Малко след откриването на лифта недалеч от Копитото с него става тежка авария, при която загиват 6 души.

## Други
На Копитото е наречена улица в квартал „Бояна“ в София (Карта).